# Função tau de Ramanujan

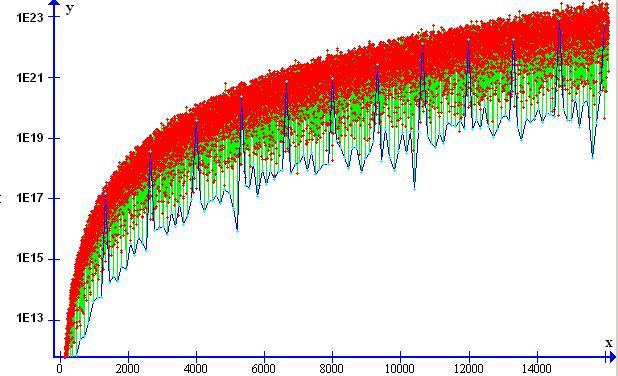
Valores de para com escala logarítmica. A linha azul escolhe apenas os valores de que são múltiplos de.

A função tau de Ramanujan, estudada por Ramanujan, é a função {\displaystyle \tau :\mathbb {N} \to \mathbb {Z} } definido pela seguinte identidade:
{\displaystyle \sum _{n\geq 1}\tau (n)q^{n}=q\prod _{n\geq 1}(1-q^{n})^{24}=\eta (z)^{24}=\Delta (z),}
onde  {\displaystyle q=\exp(2\pi iz)} com {\displaystyle \Im z>0} e {\displaystyle \eta } é a função eta de Dedekind e a função{\displaystyle \Delta (z)} é uma forma de cúspide holomórfica de peso 12 e nível 1, conhecida como forma modular discriminante. Aparece em conexão com um "termo de erro" envolvido na contagem do número de maneiras de expressar um número inteiro como uma soma de 24 quadrados. Uma fórmula devido a Ian G. Macdonald foi dada em Dyson (1972).

## Valores
Os primeiros valores da função tau são dados na seguinte tabela (sequência A000594 na OEIS):
| {\displaystyle n}        | 1 | 2   | 3   | 4     | 5    | 6     | 7      | 8     | 9       | 10      | 11     | 12      | 13      | 14     | 15      | 16     |
| {\displaystyle \tau (n)} | 1 | −24 | 252 | −1472 | 4830 | −6048 | −16744 | 84480 | −113643 | −115920 | 534612 | −370944 | −577738 | 401856 | 1217160 | 987136 |

## Conjecturas de Ramanujan
Ramanujan (1916) observou, mas não provou, as seguintes três propriedades de {\displaystyle \tau (n)}:
- {\displaystyle \tau (mn)=\tau (m)\tau (n)} se {\displaystyle \mathrm {mdc} (m,n)=1} (significa que {\displaystyle \tau (n)} é uma função multiplicativa)
- {\displaystyle \tau (p^{r+1})=\tau (p)\tau (p^{r})-p^{11}\tau (p^{r-1})} para {\displaystyle p} primo e {\displaystyle r>0}.
- {\displaystyle |\tau (p)|\leq 2p^{11/2}} para todos os {\displaystyle p} primos.

As duas primeiras propriedades foram provadas por Mordell (1917) e a terceira, chamada de conjectura de Ramanujan, foi provada por Deligne em 1974 como consequência de sua prova das conjecturas de Weil (especificamente, ele a deduziu aplicando-as a uma variedade Kuga-Sato).

## Congruências para a função tau
Para {\displaystyle k\in \mathbb {Z} } e {\displaystyle n\in \mathbb {Z} _{>0}}, defina {\displaystyle \sigma _{k}(n)} como a soma das {\displaystyle k}-ésimas potências dos divisores de {\displaystyle n}. A função tau satisfaz várias relações de congruência; muitas delas podem ser expressas em termos de {\displaystyle \sigma _{k}(n)}. Aqui estão algumas:
1. {\displaystyle \tau (n)\equiv \sigma _{11}(n)\ {\bmod {\ }}2^{11}\ {\text{ para }}\ n\equiv 1\ {\bmod {\ }}8}[2]
2. {\displaystyle \tau (n)\equiv 1217\sigma _{11}(n)\ {\bmod {\ }}2^{13}\ {\text{ para }}\ n\equiv 3\ {\bmod {\ }}8}[2]
3. {\displaystyle \tau (n)\equiv 1537\sigma _{11}(n)\ {\bmod {\ }}2^{12}\ {\text{ para }}\ n\equiv 5\ {\bmod {\ }}8}[2]
4. {\displaystyle \tau (n)\equiv 705\sigma _{11}(n)\ {\bmod {\ }}2^{14}\ {\text{ para }}\ n\equiv 7\ {\bmod {\ }}8}[2]
5. {\displaystyle \tau (n)\equiv n^{-610}\sigma _{1231}(n)\ {\bmod {\ }}3^{6}\ {\text{ para }}\ n\equiv 1\ {\bmod {\ }}3}[3]
6. {\displaystyle \tau (n)\equiv n^{-610}\sigma _{1231}(n)\ {\bmod {\ }}3^{7}\ {\text{ para }}\ n\equiv 2\ {\bmod {\ }}3}[3]
7. {\displaystyle \tau (n)\equiv n^{-30}\sigma _{71}(n)\ {\bmod {\ }}5^{3}\ {\text{ para }}\ n\not \equiv 0\ {\bmod {\ }}5}[4]
8. {\displaystyle \tau (n)\equiv n\sigma _{9}(n)\ {\bmod {\ }}7\ {\text{ para }}\ n\equiv 0,1,2,4\ {\bmod {\ }}7}[5]
9. {\displaystyle \tau (n)\equiv n\sigma _{9}(n)\ {\bmod {\ }}7^{2}\ {\text{ para }}\ n\equiv 3,5,6\ {\bmod {\ }}7}[5]
10. {\displaystyle \tau (n)\equiv \sigma _{11}(n)\ {\bmod {\ }}691.}[6]

Para {\displaystyle p\neq 23} primo, temos
1. {\displaystyle \tau (p)\equiv 0\ {\bmod {\ }}23\ {\text{ se }}\ \left({\frac {p}{23}}\right)=-1}
2. {\displaystyle \tau (p)\equiv \sigma _{11}(p)\ {\bmod {\ }}23^{2}\ {\text{ se }}\ p\ {\text{ é da forma }}\ a^{2}+23b^{2}}[8]
3. {\displaystyle \tau (p)\equiv -1\ {\bmod {\ }}23\ {\text{ caso contrário}}.}

## Conjecturas sobre τ (n)
Suponha que {\displaystyle f} é um peso {\displaystyle k} inteiro de nova forma e os coeficientes de Fourier {\displaystyle a(n)} são inteiros. Considere o problema: Se {\displaystyle f} não tem multiplicação complexa, prove que quase todos os primos {\displaystyle p} têm a propriedade que {\displaystyle a(p)\neq 0{\bmod {p}}}. Na verdade, a maioria dos primos deve ter essa propriedade e, portanto, são chamados de comuns. Apesar dos grandes avanços de Deligne e Serre nas representações de Galois, que determinam {\displaystyle a(n){\bmod {p}}} para {\displaystyle n} coprimo com {\displaystyle p}, não temos nenhuma pista de como calcular {\displaystyle a(n){\bmod {p}}}. O único teorema a esse respeito é o famoso resultado de Elkies para curvas elípticas modulares, que de fato garante que existem infinitos primos {\displaystyle p} para os quais {\displaystyle a(p)=0}, que por sua vez é obviamente {\displaystyle 0{\bmod {p}}}. Não conhecemos nenhum exemplo de {\displaystyle f} não-CM com peso {\displaystyle >2} para o qual {\displaystyle a(p)\neq 0{\bmod {p}}} para infinitos números primos {\displaystyle p} (embora deva ser verdadeiro para quase todos {\displaystyle p}). Também não conhecemos nenhum exemplo onde {\displaystyle a(p)=0{\bmod {p}}} para um número infinito de {\displaystyle p}. Algumas pessoas começaram a duvidar se {\displaystyle a(p)=0{\bmod {p}}} de fato para um número infinito de {\displaystyle p}. Como evidência, muitos forneceram o {\displaystyle \tau (p)} de Ramanujan (caso de peso {\displaystyle 12}). O maior {\displaystyle p} conhecido para o qual {\displaystyle \tau (p)=0{\bmod {p}}} é {\displaystyle p=7758337633}. As únicas soluções para a equação {\displaystyle \tau (p)\equiv 0{\bmod {p}}} são {\displaystyle p=2,3,5,7,2411} e {\displaystyle 7758337633} até {\displaystyle 10^{10}}.
Lehmer (1947) conjecturou que {\displaystyle \tau (n)\neq 0} para todo {\displaystyle n}, uma afirmação às vezes conhecida como conjectura de Lehmer. Lehmer verificou a conjectura para {\displaystyle n<214928639999}. A tabela a seguir resume o progresso na descoberta de valores sucessivamente maiores de {\displaystyle N} para o qual esta condição vale para todos {\displaystyle n\leq N}.
| N                        | referência                        |
| ------------------------ | --------------------------------- |
| 3316799                  | Lehmer (1947)                     |
| 214928639999             | Lehmer (1949)                     |
| {\displaystyle 10^{15}}  | Serre (1973, p. 98), Serre (1985) |
| 1213229187071998         | Jennings (1993)                   |
| 22689242781695999        | Jordan e Kelly (1999)             |
| 22798241520242687999     | Bosman (2007)                     |
| 982149821766199295999    | Zeng e Yin (2013)                 |
| 816212624008487344127999 | Derickx, van Hoeij, e Zeng (2013) |